# 살육의 천사
《살육의 천사》(일본어: 殺戮の天使, 영어: Angels of Death)는 Makoto Sanada가 개발한 어드벤처 게임이다. 2015년 8월 14일 에피소드 형식으로 무료로 공개되었다. 2016년 12월 20일 스팀을 통해 한국어, 영어, 중국어 번역과 함께 발매되었다. 

## 등장인물
- 레이(Ray)

レイチェル・ガードナー
Rachel Gardner
레이첼 가드너 
생일 : 6월 10일
별자리 : 쌍둥이자리 (점성술)
혈액형  :  AB형
나이: 13세
건물 최하층에서 눈을 뜬다. 기억을 잃은
13살 소녀이며 지하 1층의 담당자이다.
잭을 지상으로 가게 돕는 대신, 잭에게 죽여달라는 부탁을 한다.

- 잭(Zack)

```
 アイザック・フォスター
   Isaac Foster
    아이작 포스터
```

생일 : 7월 24일
별자리 : 사자자리 (점성술)
혈액형  :  B형
나이  : 불명이나 20대 초~중 반으로 해석되고 있다.
지하 6층의 담당자였으나
지하 5층의 담당자인 대니를 공격한 이후 재물이 되어,레이와 함께 탈출하기로 한다.

- 대니(Danny)

```
   ダニエル・ディケンズ
    Daniel Dickens
      다니엘 디킨스
```

생일 : 9월 2일
별자리 : 처녀자리 (점성술)
혈액형 : A형
레이의 주치의이자 지하 5층의 담당자이다.

'파란색 죽은 눈'에 집착하는데 이는 대니에 과거 즉 자살한 어머니에 눈이 아름답다 생각해 같은 푸른 눈인 레이의 눈에 집착한다.
- 에디(Eddie)

```
  エドワード・メイソン
   Edward Mason
   에드워드 메이슨
```

생일 : 4월 30일
별자리 : 황소자리 (점성술)
혈액형 : A형
나이  : 13살 / 정확히는 아니지만 작중 에디가 레이를 자신의 또래, 라고 칭하것을 보면 13살로 추정된다.
지하 4층의 담당자이다.
무덤 만드는 것을 좋아하는 아이다.
- 캐시(Cathy)

```
   キャサリン・ワドゥ
   Catherin Ward
      캐서린 워드
```

생일 : 10월 25일
별자리 : 전갈자리 (점성술)
혈액형  :  O형
지하 3층의 담당자이다.
- 그레이(Gray)

```
エイブラハム·グレイ(Abraham Gray에이브라햄 그레이
```

지하 2층의 담당자이자 신부이다.
최면을 걸 수 있다.